# Le Mans Series 2011
Le Mans Series 2011 är den sjunde säsongen av enduranceserien för sportvagnar och GT-bilar, Le Mans Series. Säsongen startade med Castellet 6-timmars den 3 april och avslutades med Estoril 6-timmars den 25 september, efter fem deltävlingar.

## Tävlingskalender
| Datum        | Bana                | Segrare LMP1 - Team                               | Segrare LMP2 - Team                          | Segrare Formula Le Mans - Team              | Segrare GTE Pro - Team               | Segrare GTE Am - Team                                      |
| Datum        | Bana                | Segrare LMP1 - Förare                             | Segrare LMP2 - Förare                        | Segrare Formula Le Mans - Förare            | Segrare GTE Pro - Förare             | Segrare GTE Am - Förare                                    |
| ------------ | ------------------- | ------------------------------------------------- | -------------------------------------------- | ------------------------------------------- | ------------------------------------ | ---------------------------------------------------------- |
| 3 april      | Castellet 6-timmars | Pescarolo Sport                                   | Greaves Motorsport                           | Pegasus Racing                              | JMW Motorsport                       | Team Felbermayr-Proton                                     |
| 3 april      | Castellet 6-timmars | Emmanuel Collard Christophe Tinseau Julien Jousse | Gary Chalandon Karim Ojjeh Tom Kimber-Smith  | Mirco Schultis Patrick Simon Julien Schell  | Rob Bell James Walker                | Horst Felbermayr, Sr. Horst Felbermayr, Jr. Christian Ried |
| 7 maj        | Spa 1000 km         | Team Peugeot Total                                | TDS Racing                                   | Hope Racing                                 | AF Corse                             | IMSA Performance Matmut                                    |
| 7 maj        | Spa 1000 km         | Anthony Davidson Alexander Wurz Marc Gené         | Mathias Beche Jody Firth Pierre Thiriet      | Nicolas Marroc Luca Moro Zhang Shanqi       | Gianmaria Bruni Giancarlo Fisichella | Nicolas Armindo Raymond Narac                              |
| 3 juli       | Imola 6-timmars     | Team Peugeot Total                                | Greaves Motorsport                           | JMB Racing                                  | AF Corse                             | IMSA Performance Matmut                                    |
| 3 juli       | Imola 6-timmars     | Anthony Davidson Sébastien Bourdais               | Karim Ojjeh Olivier Lombard Tom Kimber-Smith | Chapman Ducote Kyle Marcelli Nicolas Marroc | Jaime Melo Toni Vilander             | Nicolas Armindo Raymond Narac                              |
| 11 september | Silverstone 1000 km | Team Peugeot Total                                | Greaves Motorsport                           | Pegasus Racing                              | AF Corse                             | IMSA Performance Matmut                                    |
| 11 september | Silverstone 1000 km | Simon Pagenaud Sébastien Bourdais                 | Karim Ojjeh Olivier Lombard Tom Kimber-Smith | Mirco Schultis Patrick Simon Julien Schell  | Giancarlo Fisichella Gianmaria Bruni | Nicolas Armindo Raymond Narac                              |
| 25 september | Estoril 6-timmars   | Pescarolo Sport                                   | TDS Racing                                   | Pegasus Racing                              | JMW Motorsport                       | IMSA Performance Matmut                                    |
| 25 september | Estoril 6-timmars   | Emmanuel Collard Julien Jousse                    | Mathias Beche Jody Firth Pierre Thiriet      | Mirco Schultis Patrick Simon Julien Schell  | Rob Bell James Walker                | Nicolas Armindo Raymond Narac                              |

## Slutställning
| Klass   | Förare                                     | Team                    | Tillverkare  |
| ------- | ------------------------------------------ | ----------------------- | ------------ |
| LMP1    | Emmanuel Collard Julien Jousse             | Rebellion Racing        | Lola-Toyota  |
| LMP2    | Karim Ojjeh Tom Kimber-Smith               | Greaves Motorsport      | Oreca-Nissan |
| FLM     | Mirco Schultis Patrick Simon Julien Schell | Pegasus Racing          | -            |
| GTE Pro | Giancarlo Fisichella Gianmaria Bruni       | AF Corse                | Ferrari      |
| GTE Am  | Nicolas Armindo Raymond Narac              | IMSA Performance Matmut | -            |